# Carla Sveva
Carla Sveva est une actrice italienne, active seulement dans les années 1930.

## Biographie
Carla Sveva a fait ses débuts à l'écran en 1936, où elle a joué de petits rôles dans quelques films. En 1937, elle a un des principaux rôles féminins dans la version italienne du film Condottieri de Luis Trenker et Giacomo Gentilomo en incarnant Maria Salviati.
En 1938, elle joue dans le film Giuseppe Verdi de Carmine Gallone avec Fosco Giachetti. En 1939, elle apparaît dans le rôle de Lia dans le film Naples ne meurt jamais d'Amleto Palermi à côté de Giachetti, Marie Glory et Paola Barbara. Cette année, elle joue Theresina dans le film Il marchese di Ruvolito de Raffaello Matarazzo à côté de Eduardo et Peppino De Filippo.
Toujours en 1939, elle apparaît pour la dernière fois dans le film L'aria del continente de Gennaro Righelli dans le rôle d'Yvonne avec Angelo Musco.
Après ce rôle, on n'a plus eu de nouvelles de cette actrice.

## Filmographie
- 1936 : Cuor di vagabondo de Jean Epstein
- 1936 : La danza delle lancette de Mario Baffico
- 1937 : Condottieri de Luis Trenker
- 1938 : Giuseppe Verdi de Carmine Gallone
- 1938 : Mia moglie si diverte de Paul Verhoeven
- 1939 : Napoli che non muore d'Amleto Palermi
- 1939 : Il marchese di Ruvolito de Raffaello Matarazzo
- 1939 : Castelli in aria d'Augusto Genina
- 1939 : L'aria del continente de Gennaro Righelli